# Refuge des Grands Mulets
Le refuge des Grands Mulets est un refuge situé en France dans le département de la Haute-Savoie en région Auvergne-Rhône-Alpes, il appartient au Club alpin français. Ce refuge est équipé du gaz, de couvertures et du nécessaire de cuisine. 

## Histoire
Le premier refuge des Grands Mulets, l'un des précurseurs de ce type, est construit en 1853 avec une charpente en bois transportée à dos d'hommes et de mulets.
Un nouveau refuge le remplace en 1897, construit en bois par la commune de Chamonix sur l'îlot inférieur du groupe de trois îlots rocheux qui émergent du glacier entre les bassins d'alimentation des glaciers des Bossons et de Taconnaz. 
Le refuge actuel a été construit en 1960 et inauguré le 7 août 1960.